# Чижович Ігор-Богдан Володимирович
І́гор-Богда́н Володи́мирович Чижо́вич (англ. Ihor B. Chyzowych, * 1 травня 1933, село Лютовиська — † 15 березня 2015, Аппер-Гвінедд) — американський спортивний організатор, громадський діяч українського походження. Голова управи Українсько-американського спортивного центру «Тризуб» (англ. Ukrainian American Sport Center Tryzub — Philadelphia, PA). Брат Володимира Чижовича та Євгена Чижовича.

## Життєпис
Народився 1 травня 1933 року в селі Лютовиська біля Старого Самбора на Галичині в родині Володимира та Галини (з родини Сілецьких).
1944 року під час Другої світової війни велика родина Чижовичів (батьки та троє синів) емігрувала до Європи, а 1949 року переїхала до США, де оселилася у Філадельфії, штат Пенсільванія.
Після закінчення середньої школи у Філадельфії почав відвідувати Інженерний коледж Університету Дрекселя. Був призваний до лав армії Сполучених Штатів, де відслужив два роки. Після почесного звільнення з армії закінчив бакалаврат в Університеті Темпл, а згодом здобув ступінь магістра Університету штату Пенсільванія. Інженер-професіонал Ігор Чижович спеціалізувався на лінійній математиці (англ. linear mathematics) — читав лекції, навчав та сприяв публікації технічних підручників, пов'язаних з елементарним лінійним програмуванням. Брав безпосередню участь у розвитку комп'ютерного програмування для космічної програми НАСА та програм для військово-морської авіації США. Згодом став керівником проектів (англ. Project Director) у комп'ютерній компанії Unisys.
Ігор Чижович був на посадах президента та генерального директора Української Федеральної кредитової спілки «Самопоміч» (англ. Ukrainian Self-Reliance Federal Credit Union); членом Товариства Українських Інженерів Америки (ТУІА, англ. Ukrainian Engineers' Society of America), зокрема на щорічних зборах ТУІА обирався 2003 року головою ревізійного комітету, 2004 року — головою наглядового комітету; був членом багатьох українських культурних організацій.
Протягом життя в своїй діяльності Ігор Чижович покладався на міцну релігійну основу, підвалини якої заклали його великий дядько, перший єпископ Української Греко-Католицької Церкви у США, Сотер (Ортинський) і дід о. Симеон Чижович.

## Спортивна та громадська діяльність
Після еміграції до США Ігор з братами 1949 року приєднався та грав за автентичну українську юніорську футбольну команду, яка виступала під егідою Української Асоціації «Самопоміч» (англ. Ukrainian Self-Reliance Association); у складі філадельфійського «Тризуба» грав у аматорській і напівпрофесійній футбольних лігах. У сезоні 1955/56 років разом з командою став чемпіоном аматорської Філадельфійської футбольної ліги (англ. Philadelphia Soccer League).
Це захоплення футболом Ігор Чижович проніс впродовж свого життя і в кінці 1970-х років був обраний Головою управи Українського спортового осередку «Тризуб». Також був досвідченим гравцем у гольф.
На посаді Голови спортивної організації Ігор Чижович поставив собі за мету піднести її на більш високий рівень. 1978 року «Тризуб» знайшов нове приміщення в Горшемі (штат Пенсильванія), де він став відомий як Українсько-американський спортивний центр. Бажанням Ігоря було зробити «Тризубівку», як її називали відвідувачі, об'єктом, де чоловіки та жінки різного віку могли спілкуватися, змагатися, розвивати нові дружні стосунки. Для цього діяльність центру була розширена за рамки суто спортивних змагань з футболу, шахів, волейболу, гольфу й тенісу на проведення культурних громадських заходів — пікніків, святкових урочистостей, Олімпіад і фестивалів до Дня незалежності України. Ігореве бачення центру та його рішучість перетворили спортивний центр на місце, яке відвідали тисячі людей, продовжують користуватися та насолоджуватися донині.

## Родина
Ігор Чижович був одружений з Марією (з родини Колиняк), з якою виховав двох дітей — Ігоря (дружина — Ліза Попик) та Христину (чоловік — Пітер Чаречко). Мав чотирьох онуків — Стефана, Вікторію, Крістофера та Олександра.

## Смерть та поховання
15 березня 2015 року, в неділю, Ігор Чижович помер у власному будинку у Верхньому Гвінеді, штат Пенсильванія, у віці 81 року.
21 березня 2015 року з 10:30 до 11:15 ранку в Українській Католицькій Церкві Благовіщення Пречистої Діви Марії [Архівовано 21 червня 2015 у Wayback Machine.] (англ. Annunciation B.V.M., Annunciation of the Blessed Virgin Mary) в Елкінс Парк, штат Пенсильванія, відбулося прощання родичів і друзів з Ігорем Чижовичем; об 11:15 була відправлена панахида; об 11:30 — реквієм.
Замість квітів родина просила зробити пожертвування в Українську Католицьку Церкву Благовіщення Пречистої Діви Марії або Українську Католицьку Церкву Пришестя Господнього [Архівовано 21 червня 2015 у Wayback Machine.] (англ. Presentation of Our Lord Ukrainian Catholic Church) або Українсько-американський спортивний центр «Тризуб» [Архівовано 26 червня 2015 у Wayback Machine.] або Український освітній і культурний центр [Архівовано 21 червня 2015 у Wayback Machine.] (англ. Ukrainian Education and Cultural Center).
Похований Ігор Чижович на Українському католицькому цвинтарі Святої Марії (англ. St. Mary's Ukrainian Catholic Cemetery) в Елкінс Парк.